# Al-Mu'izz li-Din Allah
al-Mu'izz li-Din Allah, död 975, var en egyptisk regent. Han var Egyptens regent mellan 953 och 975.